# IC 723
IC 723 — галактика типу I (нерегулярна галактика) у сузір'ї Чаша.
Цей об'єкт міститься в оригінальній редакції індексного каталогу.